# Rainer Becker (Koch)
Rainer Becker (* 1962 in Bernkastel-Kues)  ist ein deutscher Koch und Gastronom.

## Werdegang
Becker war Anfang der 1990er Jahre Küchenchef im Sternerestaurant Königshof in München, dann in Restaurants der Hyatt-Gruppe in Australien und sechs Jahre in Japan.
1998 ging er nach London. Mit dem indischen Geschäftsmann Arjun Waney plante er, ein japanisches Restaurant gründen. 2002 eröffnete er Das Zuma in Knightsbridge in London, ein japanisches Lokal mit offenem Grill im Izakaya-Stil, kleine Lokale für kleine Speisen.
2004 eröffnete Becker das einfacher gehaltene Roka in der Charlotte Street im Zentrum Londons; hier werden japanische Klassiker wie Sushi und Sashimi angeboten, der Fokus liegt jedoch auf der traditionellen Grillküche – der Robata-Grill, an dem vor den Augen der Gäste gekocht wird. Inzwischen gibt es in London fünf Roka-Standorte, 13 weltweit. 2007 wurde das Zuma in Hongkong eröffnet, Restaurants in Istanbul und Dubai folgten. Heute setzt das Zuma in Dubai jährlich gut 25 Millionen Euro um. 2024 gibt es 16 Filialen des Zuma in zehn Ländern, drei davon allein in der Türkei, so auch in Kitzbühel und als Popup in München.
Becker und Waney eröffneten 2023 das Fine Dining Restaurant Oblix im The Shard, das den gesamten 32. Stock belegt. 2012 belegte er den 45. Platz in der Liste der weltweit 100 einflussreichsten Menschen im Gastgewerbe. 2017 kam in Florida ein Etaru Restaurant hinzu. Er eröffnete auch drei Restaurants des Typs Inko Nito im Londoner Stadtteil Soho, dem Art District in Los Angeles und in L.A. gestartet, als „kulinarisches Spektakel“.
Die Zuma Restaurants haben über 200 Mio. Euro Umsatz.

## Auszeichnungen
- 2003: Bester Newcomer, Guild Chefs Awards für das Zuma[2]
- 2004: Bester Küchenchef des Jahres, Harpers-Moet-Preis[2]